# Podolí u Přerova
Podolí (deutsch Podol, früher Podoly) ist eine Gemeinde in Tschechien. Sie liegt sechs Kilometer östlich von Přerov und gehört zum Okres Přerov.

## Geographie
Podolí befindet sich in dem zur Podbeskydská pahorkatina (Vorbeskidenhügelland) gehörigen Höhenzug Záhoří in der Talmulde des Baches Podolský potok. Nordöstlich erheben sich die Plazy (315 m), im Südwesten die Nivky (265 m).
Nachbarorte sind Radslavice, Sušice und Pavlovice u Přerova im Norden, Šišma und  Hradčany im Nordosten, Nahošovice im Osten, Dřevohostice, Novosady, Turovice und Domaželice im Südosten, Čechy und Prusy im Süden, Horní Moštěnice und Újezdec im Südwesten, Želatovice im Westen sowie Tučín im Nordwesten.

## Geschichte
Die erste schriftliche Erwähnung des Ortes erfolgte im Jahre 1349. Podolí gehörte seit dem Anfang des 15. Jahrhunderts immer zu den Leipniker Pfarrgütern. Das älteste Ortssiegel stammt von 1704 und zeigt einen baumfällenden Holzfäller.
Nach der Aufhebung der Patrimonialherrschaften bildete Podolí/Podoly ab 1850 eine Gemeinde in der Bezirkshauptmannschaft Kremsier. Seit 1880 gehört die Gemeinde zum Bezirk Prerau. 1955 entstand in Podolí ein eigener Friedhof. Podolí wurde 1976 nach Želatovice eingemeindet. Nach der Samtenen Revolution bildete Podolí 1990 wieder eine eigene Gemeinde. Ethnographisch gehört das Dorf zur Hanna.

## Gemeindegliederung
Für die Gemeinde Podolí sind keine Ortsteile ausgewiesen.

## Sehenswürdigkeiten
- Kapelle der hll. Kyrill und Method, errichtet 1893